# Starszy sierżant
Starszy sierżant – jeden z dziewięciu stopni podoficerskich w Siłach Zbrojnych Rzeczypospolitej Polskiej (wyższy od sierżanta, niższy od młodszego chorążego).

## Historia
W Wojsku Polskim stopień starszego sierżanta został wprowadzony w 1919 roku. Pochodzenie grafiki stopnia starszego sierżanta nie jest udokumentowane. Od 1 lutego 1939 roku obowiązywały zmienione oznaki stopnia starszego sierżanta (równorzędnych). Stopniami równorzędnymi były stopnie: starszego wachmistrza w kawalerii, żandarmerii i w taborach, starszego ogniomistrza w artylerii, starszego majstra wojskowego. W Marynarce Wojennej stopniowi starszego sierżanta odpowiadał stopień starszego bosmana.
W Siłach Zbrojnych PRL żołnierz posiadający stopień starszego sierżanta należał do grupy podoficerów starszych.

## Oznaczenia stopnia
- Naramiennik obszyty wokół taśmą szerokości 8 mm z wyjątkiem wszycia przy rękawie; na naramiennikach wewnątrz obszycia – znak w kształcie litery „V”. Rozwarcie ramion krokiewki w kierunku guzika naramiennika – pod kątem 60 st; odległość od wszycia rękawa do wierzchołka krokiewki 2 cm, oraz drugi znak w kształcie litery „V”, umieszczony wewnątrz w odstępie 4 mm[7].
- Otok. Zgodnie z przepisami ubiorczymi żołnierzy Wojska Polskiego z 1972 roku starszy sierżant nosił na przodzie otoku czapki garnizonowej haftowaną bajorkiem oznakę w kształcie cyfry rzymskiej lub litery „V” („krokiewka”) skierowaną kątem w dół, o ramionach długości 3,3 cm i szerokości 5 mm, oraz drugi znak w kształcie litery „V”, umieszczony wewnątrz w odstępie 2 mm.

## W innych służbach mundurowych
Występuje również w Policji, Służbie Więziennej, Straży Granicznej, Agencji Wywiadu, ABW i BOR. W Państwowej Straży Pożarnej odpowiada mu stopień Starszy ogniomistrz.

Naramiennik w Policji
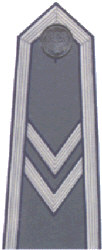
Naramiennik w Służbie Więziennej